# Liochthonius australis
Liochthonius australis är en kvalsterart som beskrevs av Covarrubias 1968. Liochthonius australis ingår i släktet Liochthonius och familjen Brachychthoniidae. Inga underarter finns listade i Catalogue of Life.